# Haglö
Haglö är en ö i Karlskrona skärgård. Ön är cirka 35 hektar stor och ligger öster om Tromtö och väster om Skillingenäs. Ön är naturvårdsskyddad och ingår i ett Natura 2000 område. På ön finns flera hundra år gamla ekar. I och kring dessa ekar finns den sällsynta läderbaggen. Havsörn besöker ofta Haglö och häckar i närheten av ön. Ön betas av får och shetlandsponny. På sommaren besöks ön av båtgäster som uppskattar öns natur och djur. Havet runt Haglö räknas som ett av Karlskrona skärgårds bästa fiskevatten gällande gädda. Det är inte ovanligt att får gäddor i 10 kilosklassen däromkring.